# Хандан
Хандан е град в провинция Хъбей, Североизточен Китай. Населението му е 1 371 399 жители (2010 г.) Площта му е 619 кв. км. Намира се в часова зона UTC+8. МПС кодът му е 冀D. Развита е промишлеността. Брутният вътрешен продукт на глава от населението е 13 449 юана през 2005 г. Населението на административния район е 9 174 683 жители (2010 г.).

## Известни личности
Родени в Хандан
- Цин Шъхуан (259 – 210 пр.н.е.), император